# Dia Nacional do Cego
O Dia Nacional do Cego foi criado pelo então Presidente da República Jânio da Silva Quadros através do Decreto nº 51.405/61 - publicado no Diário Oficial da União em 26 de julho de 1961.
Esta data foi criada em decorrência da necessidade de incentivar o princípio de solidariedade humana, mundialmente estabelecido no princípio da Declaração Universal dos Direitos Humanos, que preserva o Direito fundamental de igualdade e solidariedade entre todos dentro da mesma sociedade, sem discriminação e distinção a qualquer nível. A ser comemorado todo dia 13 de dezembro.